# Valérie Perrin
Valérie Perrin (Remiremont, 1967. január 19. –) francia írónő. Emellett forgatókönyvíró, díszletfotós Claude Lelouch több filmjénél.

## Életrajza
Valérie Perrin Remiremontban (Vosges) született 1967. január 19-én. A burgundiai Gueugnonban nőtt fel, hivatásos labdarúgók családjában. A 11. évfolyamon otthagyta az iskolát, és Párizsba költözött, ahol alkalmi munkákat vállalt. Családot alapított, és Trouville-sur-Mer-ben telepedett le.
A Claude Lelouch-val való 2006-os találkozása megnyitotta az utat filmes karrierje előtt, először standfotósként, majd a rendező utolsó filmjeinek társ-forgatókönyvíróként, de a regényei tették ismertté. 2023. június 17-én a párizsi 18. kerület városházáján összeházasodott Claude Lelouch-val.
Első regénye, a Les Oubliés du dimanche 2015-ben jelent meg. A regény 13 díjat nyert, köztük a Prix du premier roman de Chambéry 2016, a Prix Chronos 2016 és a Choix des libraires 2018 díjat, valamint 2016-ban Olaszországban és 2017-ben Németországban fordították le. A nemzedékek közötti kötődéssel foglalkozik: "gyönyörű könyv az emlékezetről és az átadásról, amelyet érzékeny írói stílus hordoz" – írta a l'Express.
Második regénye, a 2018-ban megjelent Changer l'eau des fleurs szintén számos díjat nyert, köztük a Maison de la Presse díját, amelyet egy franciául írt, széles olvasóközönségnek szóló műnek ítéltek oda: a zsűri szerint "érzékeny regény, egy olyan könyv, amely a nevetéstől a könnyekig vezet, vicces és szerethető karakterekkel ". Ami a Libération Next-et illeti, a meglehetősen egyszerű borító és cím ellenére "az ember belekeveredik az egymásba fonódó történetek örvényébe, amelynek főszereplője a temető, amelynek virágzó kertje a remény szimbóluma ", és egy gondnok, Violette Toussaint, akit az élet megvisel.
A regényt Mikaël Chirinian és Caroline Rochefort színpadra adaptálta 2021-ben.
A 2019-es európai parlamenti választásokon Valérie Perrin az Animalista Párt jelöltjeként indult. Egy állatmenhely pártfogójaként az ott dolgozó emberekből merített ihletet harmadik regénye, a 2021 áprilisában megjelenő Trois megírásához. A regény három gyerekkori barát történetét követi nyomon az 1980-as évektől a 2000-es évekig, az Indochine együttes dalainak hátterében.

## Irodalmi művek

### Regények
- Les Oubliés du dimanche, Albin Michel, 2015 – Le Livre de poche, 2017
  - A vasárnap koldusai – Európa, Budapest, 2023 · ISBN 9789635047048 · Fordította: Kamocsay Ildikó
- Changer l'eau des fleurs, Albin Michel, 2018 – Le Livre de poche, 2019
  - Másodvirágzás – Európa, Budapest, 2022 · ISBN 9789635046485 · Fordította: Molnár Zsófia
- Trois, Albin Michel, 2021 – Le Livre de poche, 2022
  - Trió – Európa, Budapest, 2023 · ISBN 9789635047031 · Fordította: Kácsor Zsolt
- Tata, Albin Michel, 2024
  - Colette – Európa, Budapest, 2024 · Fordította: Molnár Zsófia

### Novella
- « Appelez-moi Britney » in 24 h ensemble, ActuSF, 2019.

### Egyéb
- Ces amours-là, un film de Claude Lelouch : les secrets du tournage, France-Empire, 2011. Fotóalbum és szövegek.
- L’Enfance, c’est… / par 120 auteurs ; a szövegeket illusztrálta Jack Koch; előszó Aurélie Valognes. Paris : Le Livre de poche, 2020. ISBN 978-2-253-08202-6

## Filmek
Avec Claude Lelouch
- 2010 : Ces amours-là
- 2014 : Salaud, on t'aime
- 2015 : Un plus une Archiválva 2023. október 3-i dátummal a Wayback Machine-ben
- 2017 : Chacun sa vie
- 2019 : Les Plus Belles Années d'une vie

## Fordítás
- Ez a szócikk részben vagy egészben  a   Valérie Perrin című francia Wikipédia-szócikk fordításán alapul.  Az eredeti cikk szerkesztőit annak laptörténete sorolja fel. Ez a jelzés csupán a megfogalmazás eredetét és a szerzői jogokat jelzi, nem szolgál a cikkben szereplő információk forrásmegjelöléseként.